# Cappellini (entreprise)
Pour les articles homonymes, voir Cappellini.
Cappellini est une entreprise de design et productrice de mobilier Italienne, fondée en 1946 à Carugo par Enrico Cappellini. Certains produits fabriqués par la société ont été exposés dans des galeries d'art moderne comme le MoMa à New York, la Galerie communale d'art moderne à Rome et d'autres espaces muséographiques à Paris, Londres et San Francisco. 
Il a notamment édité l'étagère Carlton de Ettore Sottsass et des meubles de Shiro Kuramata tel que les meubles à tiroirs Solaris et Sides 1 et 2, le divan Proust de Alessandro Mendini, la Wooden Chair de Marc Newson, la Serie 3088 di Piero Lissoni (en), des pièces de Ronan et Erwan Bouroullec et de Jasper Morrison ainsi que réédité la Tube chair.